# 文苑傳
《文苑傳》是紀傳體的一種體裁，最早《後漢書》立有「文苑傳」，開創史書文學之先河。
《後漢書》卷八十在《儒林傳》之外再立《文苑傳》，共為28人作傳。《儒林傳》代表經學，《文苑傳》則代表文學。